# 1999 TV6
1999 TV6 är en asteroid i huvudbältet som upptäcktes den 6 oktober 1999 av de båda kroatiska astronomerna Korado Korlević och Mario Jurić vid Višnjan-observatoriet.
Asteroiden har en diameter på ungefär 8 kilometer.